# Abu-l-Qàssim Àhmad ibn Hamdín
Abu-l-Qàssim o Abu-Jàfar Àhmad ibn Hamdín at-Taghlibí (àrab: أبو القاسم / أبو جعفر أحمد بن حمدين التغلبي, Abū l-Qāsim / Abū Jaʿfar Aḥmad b. Ḥamdīn at-Taḡlibī), més conegut simplement com a Ibn Hamdín (? -1 de novembre de 1151) fou en dues ocasions emir de Qúrtuba (Còrdova) (1144-1145 i 1145-1146), interromput pel govern d'Àhmad Sayf-ad-Dawla.
Personatge prestigiós, pertanyent a una noble i antiga família, havia exercit diverses vegades com a cadí de Qúrtuba. Va tenir dos fills, Àhmad i Nabit.

## Revolta contra els almoràvits
En esclatar la Revolta contra els almoràvits amb l'aixecament a Mértola, Yahya ibn Alí ibn Ghàniya va sortir de Còrdova per a sufocar-i aprofitant la seva absència, els conjurats es van fer amos de la ciutat, proclamant per cap a Àhmad ibn Hamdín at-Taghlibí, que va prendre únicament el títol de cadi o lloctinent d'Àhmad ibn Abd-al-Màlik Sayf-ad-Dawla, conegut a les fonts cristianes com Zafadola, que no va trigar a presentar-se per possessionar del comandament, que va conservar fins al març, en què disgustats els cordovesos del seu govern es van amotinar, donant mort al visir que havia posat, així com a molts dels seus partidaris, i van proclamar-lo, aquesta vegada prenent el títol d'al-mansur bi-L·lah amir al-muslimín, revestint dels atributs d'un veritable príncep independent i fent reconèixer la seva autoritat sobre Mértola, Murcia, Granada, Jerez, Arcos i gairebé tots els cadis que s'havien rebel·lat contra els almoràvits,
Atacat i vençut en Écija per Yahya ibn Alí ibn Ghàniya i apartats de la seva obediència els de Múrcia per acollir-se a la de Zafadola, després de diverses vicissituds, va haver de renunciar al comandament i es va establir definitivament a Màlaga, on va morir l'1 de novembre de 1151.